# Wiktor Katkow
Wiktor Gieorgijewicz Katkow, ros. Виктор Георгиевич Катков (ur. 3 czerwca 1952 w Dżambule, Kazachska SRR) – kazachski piłkarz, grający na pozycji obrońcy lub pomocnika, trener piłkarski.

## Kariera piłkarska

### Kariera klubowa
W 1970 rozpoczął karierę piłkarską w miejscowym Energetiku Dżambuł, który potem zmienił nazwę na Ałatau. Latem 1972 został zaproszony do Kajratu Ałmaty. W połowie 1976 odszedł do drugoligowego klubu Celinnik Celinograd. Na początku 1977 został piłkarzem Tawrii Symferopol, ale w następnym sezonie powrócił do Celinnika Celinograd. W 1979 przeszedł do Chimika Dżambuł, w którym zakończył karierę piłkarza w roku 1980.

## Kariera trenerska
Po zakończeniu kariery piłkarza rozpoczął pracę szkoleniowca. W 1982 został zaproszony do sztabu szkoleniowego Chimika Dżambuł, gdzie najpierw pracował jako dyrektor techniczny, a w maju 1984 stał na czele Chimika, którym kierował do końca 1985. W 1992 prowadził Arman Kentau, a w 1993 Ażar Kokczetaw. W roku 1994 został mianowany na stanowisko głównego trenera klubu Kajratu Ałmaty. W 1997 roku ponownie pracował w Kajracie Ałmaty, ale tym razem jako dyrektor techniczny. W 2000 prowadził CSKA-Kajrat Ałmaty. W 2002 po raz kolejny stał na czele wojskowego klubu, który już nazywał się CSKA-Żiger Ałmaty. Od 17 września 2009 pracował jako wiceprezes Kazachskiej Federacji Futbolu.

## Sukcesy i odznaczenia

### Odznaczenia
- tytuł Zasłużonego Trenera Kazachstanu: 2001